# Edward Spears
Edward Spears (Parigi, 7 agosto 1886 – Ascot, 27 gennaio 1974) è stato un generale britannico.

## Biografia
Durante la seconda guerra mondiale fu ufficiale di collocamento presso il governo francese nel periodo incandescente dell'invasione tedesca, dal maggio al giugno 1940. Successivamente guidò una missione britannica presso il generale Charles de Gaulle e fu quindi in Siria e Libano nel 1941. Fu rappresentante britannico della zona fino al 1944.
Fu deputato alla Camera dei comuni del Regno Unito dal 1922 al 1924 per il collegio di Loughborough e dal 1931 al 1945 per il collegio di Carlisle.